# Reo eutypus
Reo eutypus är en spindelart som först beskrevs av Chamberlin och Ivie 1935.  Reo eutypus ingår i släktet Reo och familjen kaparspindlar. Inga underarter finns listade i Catalogue of Life.